# Щоткіна Маріанна Акіндинівна
Маріанна Акіндинівна Щоткіна (біл. Марыяна Акіндзінаўна Шчоткіна) (нар. 20 листопада 1958 року, острів Кильдин, Мурманська область, РСФСР, СРСР) — білоруська державна діячка, міністерка праці та соціального захисту Республіки Білорусь (2009-2017), заступниця Голови Ради Республіки Національних Зборів Республіки Білорусь (2016-2019).

## Біографія
Маріанна Щоткіна народилася 20 листопада 1958 року на острові Кильдин Теріберского району Мурманської області.
- 1982 — закінчила Ленінградський державний університет імені А. А. Жданова (нині СПбДУ) за фахом «фізика».
- 1982-1986 — працювала інженеркою виробничого об'єднання «Інтеграл», інженеркою Північної філії Акустичного інституту імені М. Андрєєва в Сєвероморську.
- 1986-2003 — працювала вчителькою фізики, заступницею директора школи, директором школи, начальницею управління освіти адміністрації Фрунзенського району міста Мінська.
- 2003-2005 — заступниця голови адміністрації Ленінського району м.Мінська.
- 2005-2007 — голова комітету з праці, зайнятості та соціального захисту Мінського міського виконавчого комітету.
- 2007 — закінчила Академію управління при президентові Республіки Білорусь за фахом «державне управління соціальною сферою».
- 2007-2009 — перша заступниця міністра праці та соціального захисту Республіки Білорусь.
- 2009-2016 — міністерка праці і соціального захисту Білорусі.
- 2016-2019 — заступниця Голови Ради Республіки Національних Зборів Республіки Білорусь.

з 23 червня 2010 року — голова Ради з питань соціальної політики при інтеграційному комітеті ЄврАзЕС.

## Нагороди
Має подяку Президента Республіки Білорусь.
Нагороджена орденом Пошани, ювілейними медалями, Почесною грамотою Національних зборів Республіки Білорусь, Почесною грамотою Ради Міністрів Республіки Білорусь, Почесною грамотою Євразійського економічного співтовариства, медаллю «За співпрацю» (Союзна держава).

## Сім'я
Одружена, має сина.